# Projects in the Jungle
Projects in the Jungle – drugi album amerykańskiego zespołu metalowego Pantera. Został wydany w 1984 roku przez wytwórnię Metal Magic Records. Producentem krążka był ojciec Dimebaga Darrella i Vinniego Paula – Jerry Abbotta, który używał pseudonimu "The Eldn". Album trwa 35 minut i 47 sekund i jest bardzo zbliżony do glam metalu. Na płycie znalazło się 10 utworów.

## Lista utworów
1. "All Over Tonight" – 3:36
2. "Out for Blood" – 3:09
3. "Blue Light Turnin' Red" – 1:38
4. "Like Fire" – 4:01
5. "In over My Head" – 3:58
6. "Projects in the Jungle" – 3:05
7. "Heavy Metal Rules" – 4:18
8. "Only a Heartbeat Away" – 4:01
9. "Killers" – 3:30
10. "Takin' My Life" – 4:31

## Twórcy
- Terry Glaze – wokal
- Dimebag Darrell (Darrell Abbott) – gitara
- Vinnie Paul (Vince Abbott) – perkusja
- Rex Brown (Rex Rocker) – bas